# Gaobeidian
Gaobeidian (高碑店市S, GāobēidiànP) è una città-contea della Cina, situata nella provincia di Hebei e amministrata dalla prefettura di Baoding.